# Anikó Polgár
Anikó Polgár (ur. 2 września 1975 w Šaľi) – węgierska poetka i tłumaczka.

## Życiorys
W 1998 roku ukończyła filologię klasyczną na Uniwersytecie Komeńskiego w Bratysławie. W latach 2001–2002 pracowała w redakcji dziennika Új Szó. W latach 2004–2013 pracowała jako wykładowca na Uniwersytecie Konstantyna Filozofa w Nitrze. W 2004 roku obroniła pracę doktorską na Uniwersytecie Loránda Eötvösa, a 2009 roku habilitację na Uniwersytecie Konstantina Filozofa w Nitrze. Od 2013 roku pracuje na Uniwersytecie Komeńskiego w Bratysławie. Tłumaczy z języka łacińskiego, greki, słowackiego, czeskiego i fińskiego. Mieszka na Słowacji w Dunajskiej Stredzie. Jej poezja jest znana głównie wśród mniejszości węgierskiej w Słowacji.

## Twórczość
- 1998: Trója, te feltört dió[1]
- 2009: Régésznő körömcipőben[1]
- 2003: Catullus noster, Catullus-olvasatok a 20. századi magyar költészetben[1]
- 2010: Ovidius redivivus. Kapitoly z dejín maďarského umeleckého prekladu[1]
- 2011: Ráfogások Ovidiusra. Fejezetek az antik költészet magyar fordítás- és hatástörténetéből[1]
- 2020: Poszeidón gyöngyszakálla[1]

## Nagrody
- w 2009 roku nominowana do nagrody Europejski Poeta Wolności za Archeolożka w czółenkach (Régésznő körömcipőben) w tłumaczeniu Anny Góreckiej[5].